# Báo và Phát thanh - Truyền hình Lâm Đồng
Báo và Phát thanh - Truyền hình Lâm Đồng là cơ quan ngôn luận của Đảng bộ, chính quyền và là tiếng nói của nhân dân tỉnh Lâm Đồng (mới). Đơn vị được thành lập trên cơ sở hợp nhất Báo Lâm Đồng, Đài Phát thanh - Truyền hình Lâm Đồng; Báo và Đài Phát thanh, truyền hình Bình Thuận; Báo Đắk Nông, Đài Phát thanh - Truyền hình Đắk Nông.
Đây là đơn vị sự nghiệp công lập có thu, trực thuộc Tỉnh ủy Lâm Đồng, đặt dưới sự lãnh đạo trực tiếp và thường xuyên của Ban Thường vụ Tỉnh ủy. Việc hợp nhất các cơ quan báo chí là một phần trong Đề án số 09 của Tỉnh ủy, thực hiện chủ trương của Trung ương về đổi mới, sắp xếp tổ chức bộ máy tinh gọn, hiệu lực, hiệu quả và phù hợp với xu thế phát triển của báo chí hiện đại.

## Lịch sử

### Bối cảnh và Chủ trương
Thực hiện Quyết định của Bộ Chính trị, Ban Bí thư về việc sáp nhập các tỉnh, thành phố trực thuộc trung ương, tỉnh Lâm Đồng (mới) được thành lập trên cơ sở sáp nhập ba tỉnh Lâm Đồng, Bình Thuận và Đắk Nông. Cùng với đó, đề án hợp nhất các cơ quan báo chí của ba tỉnh được triển khai nhằm xây dựng một cơ quan truyền thông đa phương tiện, thống nhất, tinh gọn và hoạt động hiệu quả.
Ngày 16 tháng 6 năm 2025, tại thành phố Phan Thiết, lãnh đạo của 6 cơ quan báo và đài PT-TH ba tỉnh đã họp bàn, thống nhất các nội dung trọng tâm để thực hiện đề án sáp nhập.

### Thành lập
Ngày 3 tháng 7 năm 2025, tại Hội nghị Ban Chấp hành Đảng bộ tỉnh, lãnh đạo Tỉnh ủy Lâm Đồng đã chính thức công bố và trao quyết định thành lập Báo và Phát thanh, truyền hình tỉnh Lâm Đồng. Cùng tại hội nghị, Tỉnh ủy đã ra quyết định phân công, bổ nhiệm nhà báo Lê Huy Toàn, Ủy viên Ban Chấp hành Đảng bộ tỉnh (nguyên Tổng Biên tập Báo và Phát thanh, truyền hình tỉnh Bình Thuận) giữ chức vụ Tổng Biên tập. Đồng thời, quyết định bổ nhiệm 11 Phó Tổng Biên tập cũng được công bố, hoàn thiện bộ máy lãnh đạo cao nhất của cơ quan.
Tiếp đó, vào ngày 8 tháng 7 năm 2025, Ban Biên tập Báo và Phát thanh, truyền hình Lâm Đồng đã tổ chức Hội nghị đầu tiên nhằm triển khai các quyết định của Tỉnh ủy. Dưới sự chủ trì của Tổng Biên tập Lê Huy Toàn và các Phó Tổng Biên tập, hội nghị đã chính thức ra mắt Ban Biên tập mới. Tại đây, các quyết định thành lập 9 phòng chức năng cùng với việc bổ nhiệm nhân sự lãnh đạo cho các phòng đã được công bố, kiện toàn tổ chức bộ máy nội bộ và đưa cơ quan đi vào hoạt động ổn định.

## Cơ cấu tổ chức

### Ban Biên tập
- Tổng Biên tập: Đồng chí Lê Huy Toàn, Tỉnh ủy viên.
- Các Phó Tổng Biên tập (11 đồng chí):
  - Đồng chí Nguyễn Hồng Hải
  - Đồng chí Nguyễn Thanh Hùng
  - Đồng chí Trương Quốc Thế Minh
  - Đồng chí Bùi Thanh Quang
  - Đồng chí Vũ Ngọc Tú
  - Đồng chí Nguyễn Phi Long
  - Đồng chí Nguyễn Văn Hải
  - Đồng chí Hồ Văn Miền
  - Đồng chí Phan Quốc Ly
  - Đồng chí Nguyễn Thành Xuân
  - Đồng chí Điểu Ken

### Các phòng chuyên môn
Tổ chức bộ máy của Báo và Phát thanh - Truyền hình Lâm Đồng gồm 9 phòng chức năng với hơn 420 cán bộ, viên chức và người lao động:
1. Văn phòng
2. Ban Thư ký biên tập
3. Phòng Báo in
4. Phòng Báo điện tử và Nội dung số
5. Phòng Chuyên đề
6. Phòng Thời sự
7. Phòng Dịch vụ - Quảng cáo - Phát hành
8. Phòng Chương trình Dân tộc thiểu số
9. Phòng Kỹ thuật - Công nghệ

## Chức năng và Nhiệm vụ
- Là cơ quan ngôn luận của Đảng bộ, chính quyền và tiếng nói của nhân dân tỉnh Lâm Đồng.
- Tuyên truyền đường lối, chủ trương của Đảng, chính sách, pháp luật của Nhà nước và của địa phương.
- Là cầu nối thông tin giữa Đảng, chính quyền với nhân dân, góp phần nâng cao dân trí, phục vụ đời sống tinh thần của nhân dân trong tỉnh.
- Xây dựng mô hình cơ quan truyền thông đa phương tiện, hiện đại, đáp ứng yêu cầu thông tin trong thời đại số.
- Dẫn dắt, kết nối các vùng địa lý, văn hóa, hành chính khác nhau của tỉnh Lâm Đồng (mới) thành một không gian phát triển hài hòa, bền vững.